# Ткаченко, Сергей Викторович (прыгун с трамплина)
Сергей Викторович Ткаченко (род. 8 июня 1999 года, Лениногорск, Восточно-Казахстанская область, Казахстан) — казахстанский прыгун с трамплина, участник зимних Олимпийских игр 2018 и 2022 года.

## Биография
Принял участие на зимних Олимпийских играх 2018 года в Пхёнчхане. Занял 51-е место на нормальном трамплине и 49-е место на большом трамплине.
В 2019 году Сергей Ткаченко на чемпионате мира в финском Лахти в финале прыгнул на 94,5 метра и с 248,9 очка сенсационно завоевал бронзу. Эта медаль была первой в истории Казахстана в прыжках с трамплина на юниорском чемпионате мира.
На зимней Олимпиаде 2022 года в Пекине занял 41 место на нормальном трамплине и 54 место на большом трамплине.